# Shesmetet
(Testi delle piramidi, 248; 704.)

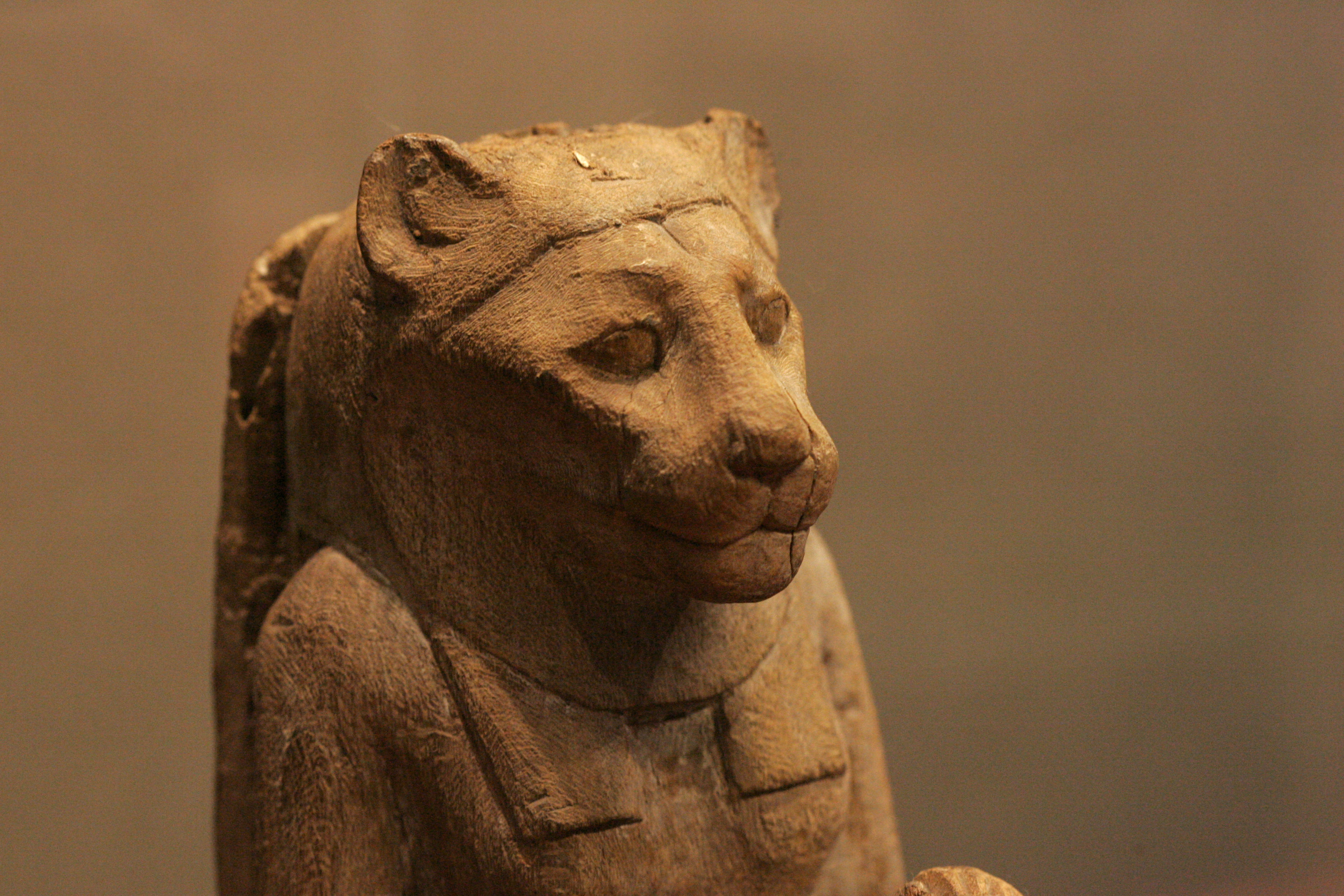
Dettaglio della statuetta lignea di una dea dalla testa di leonessa. Museo del Louvre, Parigi.

Shesmetet (šsm.t.t; ellenizzata come Smithis) è una divinità egizia appartenente alla religione dell'antico Egitto. È apprezzabile attraverso i "Testi delle piramidi", i "Testi dei sarcofagi", il "Libro dei morti" e alcuni papiri funerari, dove è generalmente indicata come la madre del defunto. Era raffigurata come una leonessa o come una donna dalla testa leonina, venendo così interpretata, talvolta, come una variante di Sekhmet e Bastet: ma uno dei suoi epiteti - "Signora di Punt" (corrispondente all'attuale Corno d'Africa) - la differenzia decisamente da queste ultime e potrebbe sottintendere a una sua origine in zone più interne del continente africano. Sarebbe inoltre in relazione con la dea Uadjet. Secondo un rituale templare, la salma del dio Osiride sarebbe stata sorvegliata dalle quattro dee-leonesse Sekhmet, Bastet, Uadjet e Shesmetet. Nel Tempio mortuario del faraone Sahura (inizio del XXV secolo a.C.), della V dinastia, ad Abusir, un'iscrizione menziona esplicitamente:
(dal Tempio funerario di Sahura)

## Nome
Il suo nome deriva dal termine "shesmet", una particolare fascia in pelle decorata con perline, tipica delle ragazze da marito, comune nelle rappresentazioni dei faraoni dell'Antico Regno e, specialmente, del dio Sopdu; "shesmetet" era inoltre il nome egizio della malachite, utilizzata dagli egizi a scopi cosmetici, oltre che il toponimo di una zona a pochi chilometri da Bubasti, centro del culto dell'altra dea leonina Bastet.  

La sanguinaria dea Sekhmet, cui Shesmetet è accostata in alcuni testi.
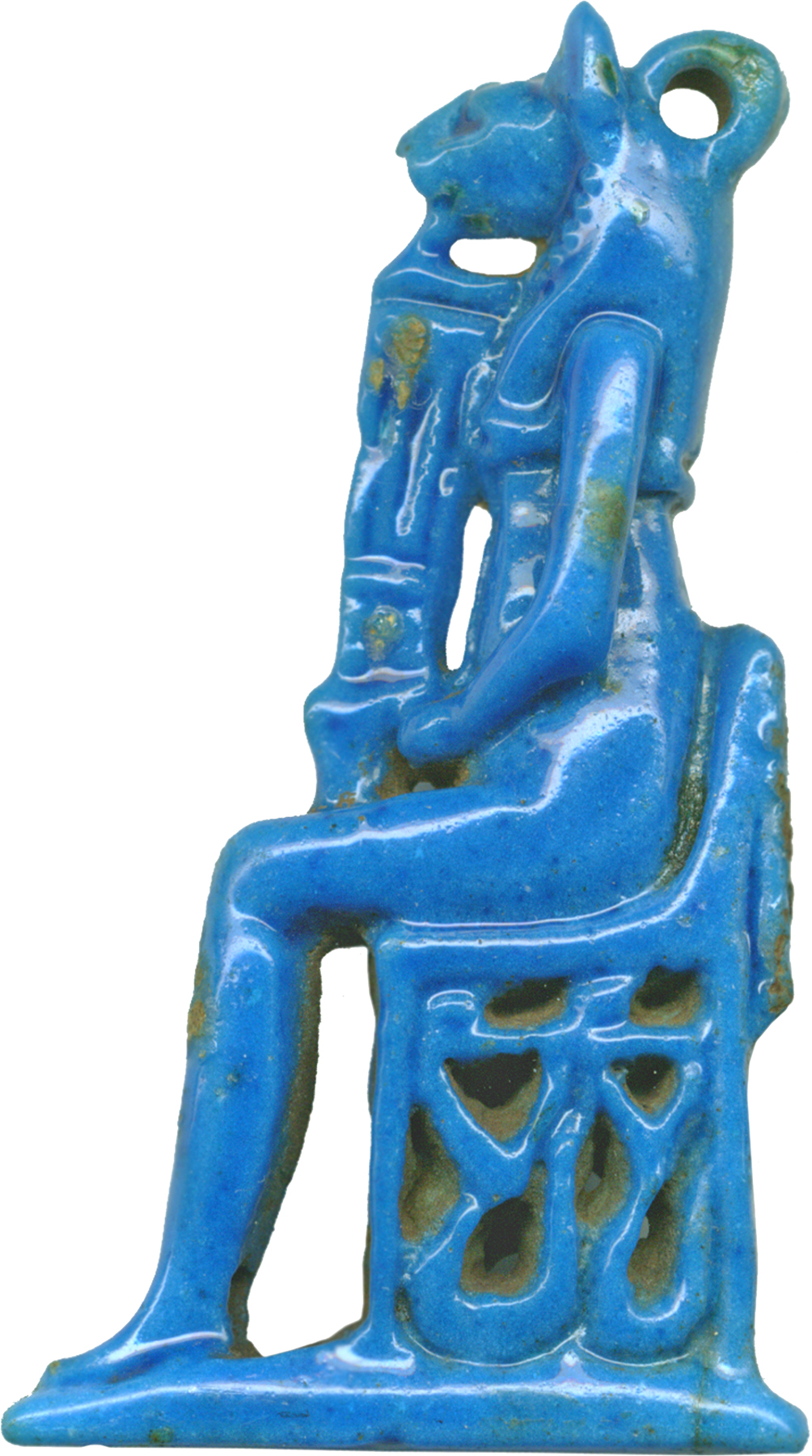
Amuleto in porcellana di Bastet nella sua originaria forma leonina: Shesmetet sarebbe accostabile anche a questa dea. Walters Art Museum, Baltimora.

### Esplicative
1. ↑  "Io so che fui concepito da Sekhmet e generato da Shesmetet" ("Libro dei morti", 66).
2. ↑  Coma madre del faraone defunto: "Testi delle piramidi", 248; 702. Come madre di qualsiasi defunto: "Testi dei sarcofagi", 310.

### Riferimenti
1. 1 2 3   Shesmetet, su henadology.wordpress.com.
2. ↑   George Hart, A Dictionary of Egyptian Gods and Goddesses, Routledge, 1986,  pp. 198-9, ISBN 0-415-05909-7.
3. ↑  (RU) Egypt: Shesmetet - Leonine Goddess, su touregypt.net. URL consultato il 6 maggio 2017.
4. ↑   Shesemtet, su reshafim.org.il. URL consultato il 6 maggio 2017 (archiviato dall'url originale il 22 ottobre 2015).
5. ↑   Geraldine Pinch, Egyptian Mythology: A Guide to the Gods, Goddesses, and Traditions of Ancient Egypt, Oxford University Press, 2004,  p. 134, ISBN 978-0-19-517024-5.
6. ↑   Richard H. Wilkinson, The Complete Gods and Goddesses of Ancient Egypt, Londra, Thames & Hudson, 2003,  p. 138, ISBN 978-0500051207.